# Søren Hyldgaard
Søren Hyldgaard (* 9. August 1962 in Kopenhagen; † 7. Mai 2018) war ein dänischer Komponist.
Er war Träger verschiedener Musikpreise und bekannt für seine seit 1997 über zwanzig Filmmusikkompositionen. Weiterhin komponierte er Konzertmusiken, beispielsweise das Konzert für Bassposaune und Orchester (2015), das er für den Solisten Stefan Schulz (Berliner Philharmoniker) schrieb.

## Kompositionen

### Filmmusiken
- 1997: Das Auge des Adlers (Ørnens øje)
- 1997: Når livet går sin vej
- 1997: Insel der Dunkelheit (Mørkets øy)
- 1998: Tommy und der Luchs (Poika ja ilves)
- 1998: Angel of the Night (Nattens engel)
- 1999: Der einzig Richtige (Den eneste ene)
- 2000: Hilfe! Ich bin ein Fisch (Hjælp! Jeg er en fisk)
- 2001: Olsenbande Junior (Olsen-Banden Junior)
- 2002: Tinke – Kleines starkes Mädchen (Ulvepigen Tinke)
- 2003: Till Eulenspiegel
- 2004: Der Fakir (Fakiren fra Bilbao)
- 2009: Storm – Sieger auf vier Pfoten (Storm)
- 2013: The Stranger within – Gefährlich fremd (The Stranger within)

### Weitere Werke (Auswahl)
- Konzert für Bassposaune und Orchester
- Hans Christian Andersen Suite
- Marche Americana
- Rapsodia borealis
- Tivoli Festival Ouverture